# کومار

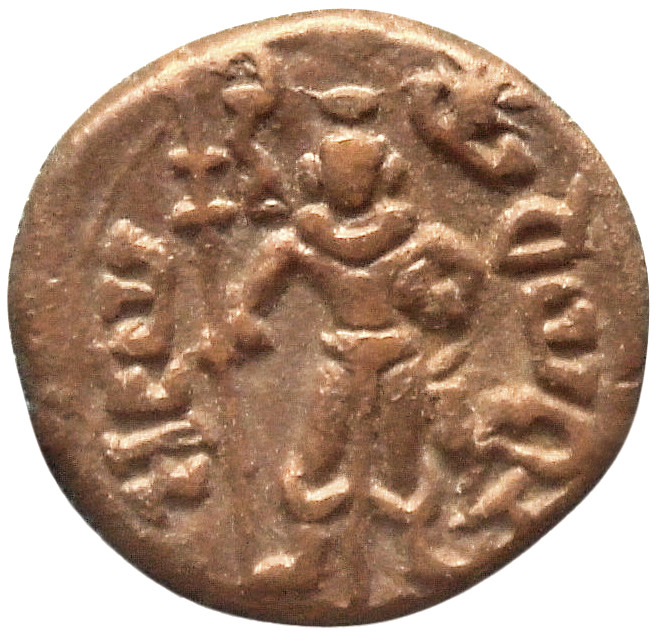
سکه ای در حدود سال ۲۰۰ گاه‌شماری دوران مشترک، با تصویر کومارای موروگان

کومار (; زبان سانسکریت: कुमार) عنوانی هندو، و از نام‌های کوچک، میان نام‌ها، یا نام‌های خانوادگی یافت شده در هند است، گرچه به هیچ طبقه یا جماعت خاصی اختصاص ندارد. این عنوانی عمومی است که معنای «پسر»، «شاهزاده» یاعفت می‌دهد. این هشتمین نام خانوادگی پرکاربرد در جهان است. این نام بیشتر در شمال هند رایج است و رایجترین نام خانوادگی در اوتار پرادش، بیهار، جارکند، هاریانا، دهلی، کرالا، تامیل نادو و پوندیچری است.

## افراد سرشناس با این نام

### نام کوچک
- کومار سانو

### نام وسط
- امل کومار ریچادوری
- همانتا موکرجی
- اندر کومار گجرال
- شایلندرا کومار اوپادیایا

### نام خانوادگی
- آنچال کومار
- آجیت کومار
- آکشی کومار
- آشوک کومار
- دیلیپ کومار
- ایندرا کومار
- کیشور کومار
- مانوج کومار
- راج کومار
- سانجی کومار،  CEO سابق سی‌ای تکنولوژیز
  - سوشیل کومار
- اوتام کومار